# Rauter
Rauter je priimek v Sloveniji in tujini. Po podatkih Statističnega urada Republike Slovenije je na dan 1. januarja 2011 v Slovenjiji uporabljalo ta priimek 227 oseb.  

## Znani slovenski nosilci priimka
- Branislav Rauter, kitarist
- Dušan Rauter, (sin Joza)?, gospodarstvenik
- Flora Rauter (1896—1996), ljudska pesnica in izdelovalka vencev na Koroškem
- Janez Rauter (*1939), polkovnik SV
- Jozo Rauter, živinozdravnik, ki je služboval po celotni (1.) Jugoslaviji in Kamniku
- Mihael Rauter, častnik SV
- Mirko Rauter, častnik SV
- Samo Rauter, kolesar, kineziolog, trener ...
- Sonja Rauter Zelenko (1918—2010), kiparka in keramičarka

## Znani tuji nosilci priimka
- Bernadette Rauter (*1949), avstrijska smučarka
- Herbert Rauter (*1982), avstrijski nogometaš
- Michael Rauter (*1980), švicarsko-nemški glasbenik, gledališčnik, skladatelj, performer, čelist